# Peter Samson
Peter R. Samson (1941, Fitchburg, Massachusetts, EUA) és un científic expert en ciències de computació conegut per ser pioner en la creació de programari de computació. Samson va estudiar a l'Institut Tecnològic de Massachusetts (MIT) entre 1958-1963. Va escriure la primera edició del Tech Model Railroad Club (TMRC) Dictionary, un predecessor del Jargon File (glossari de l'argot dels furoners) i va desenvolupar un software per la sintetització digital de música en temps real.

## Institut Tècnic de Massachusetts
Va participar en la creació de Spacewar!, un dels primers jocs interactius de computadora. La seva aportació va ser dissenyar una exhibició d'estels (Expensive Planetarium) que representava el firmament que apareixia a la pantalla. Basat en les dades del American Ephemeris and Nautical Almanac, Samson va codificar el cel de la nit entre els 22 1/2 graus nord i 22 1/2 graus sud. El planetari exhibeix tots els estels a dalt de la magnitud 5, amb la seva lluentor relativa, sobre Cambridge (Massachusetts). Els estels podien estar fixes o podien moure's de dreta a esquerra, reemplaçant els punts de llum a l'atzar, que representaven els estels en el joc.

## The Tech Model Railroad Club i els inicis en programació
Com a membre del Tech Model Railroad Club, en els seus dies d'estudiant al MIT, Samson va destacar per les seves contribucions tècniques en el subcomitè de senyals i potència. Steven Levy explica en el seu llibre Hackers: Heroes of the Computer Revolution, l'interès de Samson pels trens i l'electrònica i la seva influència en el club, que li va servir com a punt de partida cap al món dels furoners, gràcies a la seva capacitat per manipular equips electrònics i per a la programació. Levy explica com Samson va descobrir la seva passió per la programació amb un IBM 704, a més de la seva frustració per l'alt nivell de seguretat d'aquest.
No va ser fins que Samson va ser introduït als ordinadors TX-0 (posteriorment anomenat Tixo) i PDP-1 (processador de dades programades) que va poder explorar la seva obsessió pels programes de computació.
Va contribuir desenvolupant conceptes estructurals clau per l'ordinador PDP-6 de la Digital Equipment Corporation (DEC), així com el primer compilador de FORTRAN (un llenguatge de programació adaptat al càlcul numèric) per a aquesta màquina. L'any 1966 va intentar abordar totes les línies del metro de Nova York en el menor temps possible, programant un PDP-6 de forma interactiva i en línia amb els horaris d'operació del sistema de metro de Nova York. Encara que no va poder obtenir el temps més ràpid del concurs l'intent de Samson va ser un acte d'inspiració per a moltes carreres similars. És, a més, l'autor de FORTRAN II.

## Tasques a Systems Concepts, NASA i Autodesk
El 1970 Samson s'uneix a Systems Concepts, Inc. de San Francisco, on va ser Director de Màrqueting i Director del Programa de Desenvolupament. Durant aquest període va programar el primer sistema de comunicació amb caràcters digitals xinesos i va dissenyar el Digital Synthesizer, en el seu temps el millor sintetitzador musical del món, que va servir durant més d'una dècada com a principal motor de música per ordinador en el Centre per a la Recerca Computacional en Música i Acústica (CCRMA) de la Universitat Stanford (EUA).
Va estar a càrrec de l'enginyeria de manufactura del maquinari, incloent-hi els subsistemes centrals de memòria, del super-ordinador ILLIAC IV en el centre d'investigació AMES de la NASA.
Posteriorment va contribuir per Autodesk a la renderetizació, animació i navegació Web i llenguatges script. Pel seu treball en aquest camp, Samson ha rebut patents als Estats Units en les àrees de software d'antipirateria i realitat virtual.